# Donald Kacsa-univerzum
A Donald Kacsa univerzum a Disney-stúdió figuráinak egyik nagy csoportja. Kompatibilis és átjárható a Mickey Egér univerzummal. Az elképzelt város, Hápbörg (a képregényekben Kacsaháza) lakóira utal, akik közül a legtöbbet Carl Barks rajzoló hozott létre. Ma élő leghíresebb követője Keno Don Rosa.
A legtöbb szereplő feltűnt az 1987-es Kacsamesék tévésorozatban.

## Főszereplők

Dagobert bácsi és unokaöccsei

- Dagobert McCsip
- Donald kacsa
- Daisy kacsa
- Tiki, Niki és Viki
- Gúnár Gusztáv
- Szaki Dani

## Fontosabb mellékszereplők
- Kacsanagyi
- Döme (Gus Goose)
- Dudu (Fethry Duck; máshol Kótyag Kacsa)
- Csillám Aranyka ("Glittering" Goldie O' Gilt; máshol Babbi v. Rubbi Rumba)
- Ludwig Von Drake
- Áprilka, Maja és Juni (April, May and June; máshol Telma, Zelma és Dalma)

## Ellenfelek
- Kőszív Glomgold (máshol Zsugor Igor)
- Mágika (Magica DeSpell; máshol Kamilla Kajmán, Amália vagy Szemfényvesztő Gundel)
- Kasszafúrók (máshol Biggie boyok) (Beagle Boys)
- Rokkerkacsa (John R. Rockerduck)

## Szereplők aKacsameséksorozatban
- a házvezetőnő
- az inas
- Vebi
- Kvák kapitány
- Duffy

## Szereplők európai képregényekben
- Dália Kacsa